# Corronsac
Corronsac ist eine französische Gemeinde mit 895 Einwohnern (Stand: 1. Januar 2022) im Département Haute-Garonne in der Region Okzitanien (vor 2016 Midi-Pyrénées). Sie gehört zum Arrondissement Toulouse und zum Kanton Escalquens. Die Einwohner werden Corronsacais genannt.

## Geographie
Corronsac liegt etwa 15 Kilometer südsüdöstlich von Toulouse in der Landschaft Lauragais. Umgeben wird Corronsac von den Nachbargemeinden Rebigue im Norden, Pompertuzat im Nordosten, Deyme im Osten, Montbrun-Lauragais im Osten und Südosten, Espanès im Süden sowie Aureville im Westen.

## Bevölkerungsentwicklung
| Jahr                       | 1962 | 1968 | 1975 | 1982 | 1990 | 1999 | 2006 | 2011 | 2020 |
| Einwohner                  | 159  | 140  | 207  | 335  | 412  | 448  | 660  | 735  | 871  |
| Quellen: Cassini und INSEE |      |      |      |      |      |      |      |      |      |

## Sport
Im Jahr 2025 soll die Tour de France auf der 11. Etappe durch die Gemeinde Corronsac führen. Auf der D94 soll mit der Côte de Corronsac (267 m) eine Bergwertung der 4. Kategorie abgenommen werden. Insgesamt weist der Anstieg auf einer Länge von 900 Metern eine durchschnittliche Steigung von 6,7 % auf.

## Sehenswürdigkeiten

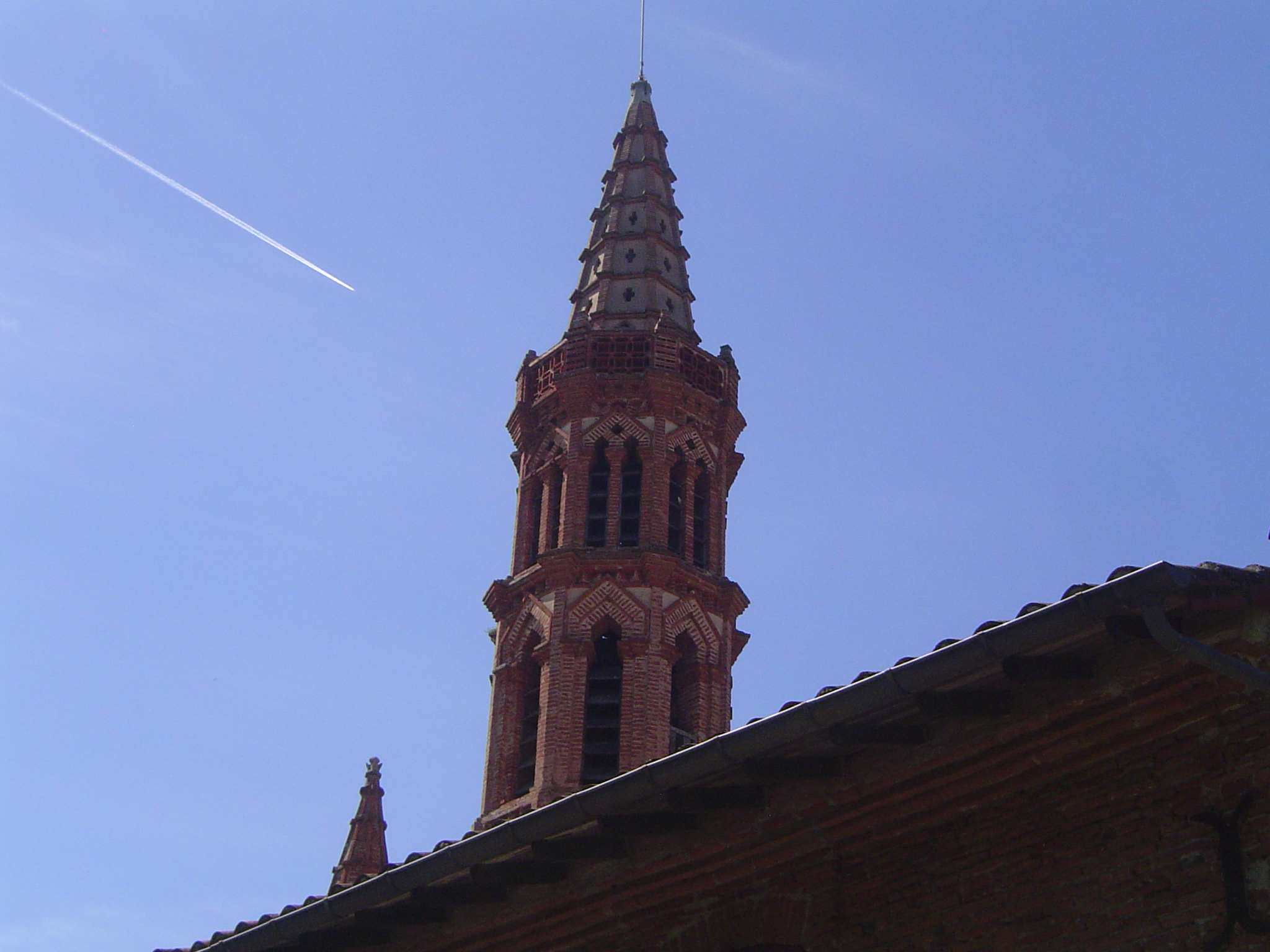
Glockenturm der Kirche Notre-Dame

- Kirche Notre-Dame
- Schloss Beauregard
- Schloss Urtaut